# Абатство Ольонберг
Абатство Ольонберг (на френски: Abbaye d'Oelenberg, официално наименование Abbaye Notre-Dame d'Oelenberg) е трапистко абатство в близост до Рененг, регион Елзас, департамент О Рен, Североизточна Франция.

## История
Абатството е основано през 1046 г. като приорат от Хелвиг Дабо, графиня на Колмар и майка на папа Лъв IX. Лъв IX освещава църквата на манастира през 1049 г. и полага в нея мощите на мъченика свети Ромен. Абатството се развива успешно през ХІІІ век, но през ХІV век е разрушено при многобройните войни и конфликти в района. Упадъкът му продължава до началото на ХVІІ век. През 1626 г., абатството преминава към колежа на йезуитите във Фрайбург, а през 1774 г. – към университета в същия град.
По време на Френската революция, абатските сгради са продадени на индустриалци от Мюлуз. През 1821 г. са препродадени на духовник и бившият манастир е превърнат в девическо училище-интернат.
През 1825 г. абатството е възстановено от монаси-траписти, от абатство Дарфелд, Вестфалия. Към тях се присъединява и група трапистки монахини, които остават в манастира до 1895 г., когато се преместват и основават нов манастир въвте отидоха да се заселят в Ергерсхайм, в близост до Страсбург.
Монасите възстановяват манастира и се препитават със земеделие, въпреки тредностите: глад през 1846 г., пожари, епидемии. Въпреки това упоритостта на монасите надделява – създават се ферма, мелница, пивоварна, мандра, фурна, печатарска преса, създава се богата библиотека. През 1862 г. монаси от Ольонберг основават абатство Мариавалд в Германия. В началото на ХХ век, в абатството има 200 монаси.
Първата световна война унищожава всичко: манастирските сгради са бомбардирани, а монасите – прогонени. Възстановяването след войната е трудно. През 1925 г. група монаси от Ольонберг основават абатство Енгелсцел в Австрия.
Ольонберг претърпява второ разорение през 1944-1945 г. в края на Втората световна война. След края на войната започва ново възстановяване на унищожените сгради, към монасите се присъединяват и група монаси от абатство Мария Туфлюхт в Зюндерт, Нидерландия.
Днес абатството е действащ католически манастир, член на Ордена на цистерцианците на строгото спазване (Ordo Cisterciensis Strictioris Observantiae), като монашеската общност брои около 20 монаси. В допълнение на селскостопанската дейност (зеленчукова градина, овощна градина, отглеждане на пшеница, царевица, картофи), абатството притежава и мелница, която произвежда висококачествено брашно. От него монасите приготвят тестени изделия, както и бисквити, торти и сладкиши, които се предлагат за продажба на дребно в манастирския магазин.